# Tomáš Řešátko Soběslavský
Tomáš Řešátko Soběslavský (16. století Soběslav – 4. ledna 1602 Sušice) byl český básník, překladatel, radní a primátor města Sušice.

## Život
Tomáš Řešátko Soběslavský se narodil v polovině 16. století v Soběslavi. Dětství ale strávil ve městě Sušice. První zmínka o něm pochází z roku 1558, kdy již působil jako radní města. V následujícím roce byl zvolen primátorem a funkci vykonával až do své smrti v roce 1602. Rovněž působil ve zdejším cechu sladovníků, kde byl v roce 1570 zvolen cechmistrem.
Byl dvakrát ženatý a měl devět dětí, pět synů (dva Janové, Adam, Tomáš a Sofoniáš) a čtyři dcery. Tomáš Řešátko Soběslavský zemřel 4. ledna 1602 v Sušici. Dům po něm zdědil syn Adam Rosacius. Řešátko po sobě zanechal řadu literárních děl, z nichž větší část se pojila s jeho dlouholetým členstvím v sušickém literátském bratrstvu a mezi nimiž vyniká jeho hlavní dílo, kterým je Kancionál celoroční (1610), který byl vydán až po jeho smrti.

## Dílo
- Písně o smrti a smrtelnosti (1607 a 1615)
- Kancionál celoroční (1610)
- Písně na spůsob katechismu (1610)[4]
- Pád prvních rodičův (1613)